# Pol d'Estoc
Œuvres principales
La Grande Pastorale
Pol d'Estoc, à l'état civil Paul-Marius-Isidore Coste, est un dramaturge français né le 25 avril 1878 à Marseille et mort le 23 mai 1948 dans la même ville. 

## Biographie
Paul-Marius-Isidore Coste, avocat au barreau, écrit sous le pseudonyme de Pol d'Estoc, en collaboration avec Charles Hellem, une soixantaine de pièces de théâtre dans les genres les plus divers, de la comédie légère au drame. Ses pièces du Grand-Guignol sont les plus appréciées par le public. Une autre partie de son œuvre est chère aux Provençaux : dans La Grande Pastorale, il ressuscite les légendes et les chants des vieux Noëls entraînés par la farandole, sous la forme d'un mystère joué à Paris au Cirque d'hiver, le 10 mars 1920, devant le Président de la République Paul Deschanel, dans une mise en scène et à l'initiative de Firmin Gémier qui a décidé de présenter les provinces de France au travers de leurs contes.
Il est élu à l'académie des sciences, lettres et arts de Marseille le 7 janvier 1932, dans la section des Arts, « strapontin » n° 38, succédant à l'artiste lyrique Jacques Isnardon, et muté, le 21 décembre 1944, dans celle des Lettres, fauteuil n° 19, précédant l'avocat et homme politique Joseph Lasalarié.

## Œuvre

### Coécriture avec Charles Hellem
Liste non exhaustive
- La grande pastorale, 1920
- Évocation d'automne
- La Crèche Merveilleuse, 1924
- Le siège de Berlin, 1914
- La Maison des ténèbres, 1917
- Échantillons sans valeur, 1928
- Coup double, 1913
- Le Piège, s. d.
- Pour la vie !, 1922
- Gourdaflot va chez le Colo!, 1921
- Le Cabaret des trois couleurs, 1917
- Le Mas de Provence, 1938
- Vers l'Au-delà !, 1925
- Sabotage, 1910
- Aveugle !, 1908
- Jean-Baptiste Silvère, 1947
- Le Candidat Machefer, 1913
- Une heure d'amour, 1922
- Le Droit à la mort, 1929
- Le Siège de Berlin, 1913
- Le faiseur de monstres, 1935